# Miosaure
El miosaure (Myosaurus) és un gènere extint de dicinodont que van viure en el període Triàsic inferior en el que ara són Àfrica i l'Antàrtida.
Inicialment es va catalogar en la família Endothiodontidae, però l'any 1981 es va situar en la família Myosauridae, després del descobriment en l'Antàrtida d'un crani i un fragment de mandíbula, en la formació del Fremouw provinent del període Triàsic Inferior.
L'holotip és un nòdul amb dos cranis (SAM 3526 & 3526a) oposat en la formació de Normandien, a Sud-àfrica.